# Sacarina
A Sacarina é um dos mais antigos adoçantes. Descoberto em 1879 por Ira Remsen e Constantine Fahlberg da Universidade Johns Hopkins
Químicamente é uma Imida o-sulfobenzóica, cuja fórmula química é C7H5O3NS · 2H2O. É uma substância artificial derivada do petróleo (tolueno mais ácido cloro-sulfônico). O nome escolhido Sacarina, derivado da palavra latina saccharum, que significava açúcar.
É usada como adoçante não-calórico, e na medicina quando é contraindicada a ingestão de açúcar. É trezentas vezes mais doce que a sacarose. A sacarina não é metabolizada, e é excretada sem alterações pelo organismo. Não existe comprovação da sua toxicidade em humanos, apesar de químicos não descartarem a possibilidade do consumo em excesso de sacarina estar ligado a casos de câncer.
Em 1884, Fahlberg patenteou nos Estados Unidos e na Alemanha um método de produção em grandes quantidades. Em 1886, Fahlberg iniciou em Nova Iorque a produção de 5 kg de sacarina por dia.
Atualmente, a sacarina é muito utilizada como adoçante em refrigerantes de baixo valor calórico.